# Templo de Payson
El Templo de Payson, Utah, es uno de los templos construidos y operados por la Iglesia de Jesucristo de los Santos de los Últimos Días, el número 146 construido por la iglesia y el 15.º del estado de Utah, ubicado en la ciudad de Payson, Utah. El templo de Payson es el templo más sur del valle de la cordillera Wasatch Front de Utah. El templo está localizado cerca la intersección INTRO930 oeste y 1550 sur en terrenos previamente baldíos.

## Construcción
Los planes para la construcción del templo en Payson se anunciaron el 25 de enero de 2010 mediante una carta dirigida a las autoridades generales del área. La ceremonia de la palada inicial tuvo lugar el 8 de octubre de 2011, siendo presidida por Dallin H. Oaks y asistiendo a ella unas 8 mil personas.
El templo de Payson tiene un total de 8.977 metros cuadrados de construcción sobre un terreno de 4,3 hectáreas y cuenta con tres salones para las ordenanzas SUD y siete salones de sellamientos matrimoniales, lo que lo convierte en el templo de mayores dimensiones construido por la iglesia en 20 años.

## Dedicación
El templo SUD de Payson fue dedicado para sus actividades eclesiásticas en cuatro sesiones, el 7 de junio de 2015, por Henry B. Eyring, de la Primera Presidencia. Antes de ello, la iglesia permitió un recorrido público del interior y las instalaciones del templo entre el 24 de abril y el 23 de mayo del mismo año, al que asistieron unos 40 mil visitantes.